# Микита, Владимир Васильевич
Владимир Васильевич Микита (1 февраля 1931, Ракошино, Подкарпатская Русь — 16 июля 2025, Ужгород) — советский и украинский живописец. Происходил из семьи закарпатских лемков.

## Биография
Родился 1 февраля 1931 года в селе Ракошино (ныне Мукачевский район, Закарпатская область, Украина) в семье земледельцев. После окончания начальной школы поступил в Мукачевскую русскую гимназию, в которой учился до воссоединения Западной Украины с Восточной.
В 1947—1950 годах учился в Ужгородском училище прикладного искусства. Педагоги по специальности — А. М. Эрдели, Й. И. Бокшай, Ф. Манайло. В 1950 году впервые принял участие в областной художественной выставке. После окончания Ужгородского училища в 1950 году, сдал экзамены в Львовский институт прикладного искусства, но не был зачислен по политическим мотивам.
В 1950 году устроился на работу в областной дом народного творчества на должность методиста, где работал один год, до призыва в армию. В 1951—1954 годах находился в рядах Советской армии на Сахалине. После демобилизации был принят на работу в Закарпатские художественно-производственные мастерские художественного фонда, где работал до 2001 года до выхода на пенсию.
В 1962 году был принят в Союз художников Украины. Член НСХУ с 1962 года. Член-корреспондент НАИУ с 1997 года. Действительный член НАИУ с 2004 года.
В 1964—1991 годах был в руководстве Закарпатской организации СХУ, а в 1996 году был избран председателем Закарпатской организации, которую возглавлял до 1999 года.
С 1999 года по день смерти преподавал в колледже Закарпатского художественного института им. А. Эрдели.
Был женат, имел двух дочерей, четверо внуков и двух правнуков.
Скончался 16 июля 2025 года.

## Награды и премии
- Заслуженный художник УССР (1975)
- Народный художник УССР (1991)
- Областная премия имени Й. Бокшая и А. Эрдели в области изобразительного искусства (2010) —за произведение «Оползни»
- Национальная премия Украины имени Тараса Шевченко (2005 год)[5]
- Золотая медаль Академии искусств Украины (5 февраля 2006)
- Орден князя Ярослава Мудрого V степени (28 февраля 2006)
- Орден князя Ярослава Мудрого IV степени (7 февраля 2011)
- Премия имени Т. Н. Яблонской (2011) — за достижения в изобразительном искусстве.

## Творчество
Участник художественных выставок: областных — с 1950 года, всеукраинских — с 1957 года, всесоюзных — с 1961 года, иностранных — с 1966 года (Венгрия, Чехословакия, Румыния, Франция, Италия, Кипр, Болгария, Япония, Филиппины, Германия, Австрия, Канада). Участник международных биеннале: 1963 — Хельсинки (Финляндия), 1974 — Кошице (Словакия), 1984 — Венеция (Италия).